# Burnside (Pensilvania)
Burnside es un borough ubicado en el condado de Clearfield en el estado estadounidense de Pensilvania. En el año 2000 tenía una población de 283 habitantes y una densidad poblacional de 65 personas por km².

## Geografía
Burnside se encuentra ubicado en las coordenadas 40°48′48″N 78°47′16″O / 40.81333, -78.78778.

## Demografía
Según la Oficina del Censo en 2000 los ingresos medios por hogar en la localidad eran de $21,818 y los ingresos medios por familia eran $22,031. Los hombres tenían unos ingresos medios de $25,833 frente a los $12,250 para las mujeres. La renta per cápita para la localidad era de $9,993. Alrededor del 27.2% de la población estaba por debajo del umbral de pobreza.